# Prince William County
Prince William County je okres amerického státu Virginie založený v roce 1731. Správním střediskem je městský okres (nezávislé město) Manassas. Okres je pojmenovaný podle Viléma Augusta, vévody Cumberland.